# Ридель, Петра
Петра Ридель (нем. Petra Riedel; род. 17 сентября 1964, Магдебург) — восточно-германская пловчиха, бронзовый призёр летних Олимпийских игр 1980 года в Москве.

## Карьера
Специализировалась на плавании на спине. На Олимпиаде в Москве представительницы ГДР заняли весь пьедестал почёта в этой дисциплине: олимпийской чемпионкой стала Рика Райниш (1:00,86 с — мировой рекорд), серебряную медаль завоевала Ина Клебер (1:02,07 с), а бронзовую — Петра Ридель (1:02,64 с). На следующий год Ридель стала бронзовым призёром чемпионата ГДР в этом же виде и после этого завершила свою спортивную карьеру.